# Караискакис, Спиридон
Спиридон Караискакис (греч. Σπυρίδων Καραϊσκάκης; 1826, Ионические острова — 1899, Афины) — греческий генерал-майор и политик второй половины 19-го века.

## Биография
Спиридон Караискакис родился в 1826 году на острове Каламос, бывшем тогда под британским контролем. На этом острове его отец, герой Освободительной войны 1821—1829 годов Караискакис, Георгиос, держал для безопасности свою семью в годы войны. Его мать, Энколпия, также принадлежала к известному роду арматолов Скилодимос.
После воссоздания греческого государства был послан в Мюнхен со стипендией короля Оттона и в 1842 году поступил в греческое офицерское училище. В своей военной карьере достиг звания генера-майора.
Во время Крымской войны принял участие в восстании 1854 года в Эпире (см Греция в годы Крымской войны). В дальнейшем принял участие в ликвидации разбоя на территории Греческого королевства. В 1862 году после низложения Оттона, будучи в немногочисленной свите короля и в звании капитана, последовал в Германию за королём Оттоном.
Вернулся в Грецию в 1864 году и стал одним из трёх кандидатов в начальники Национальной гвардии в Афинах.
В 1884 году был назначен начальником гарнизона Керкиры. В дальнейшем принял командование 3-м корпусом армии. Принял участие в освобождении Фессалии в звании полковника.
Одновременно был вовлечён в политику и в 1865 году был избран депутатом парламента. Был повторно избран депутатом в 1875 году и возглавил военное министерство в правительстве Кумундуроса. С этого времени непрерывно избирался в парламент до 1884 года, когда после наложения ограничений на участие офицеров в политике он оставил свой депутатский мандат, чтобы вернуться в греческую армию.
К этому времени он был трижды военным министром в правительствах Трикуписа 1878, 1880 и 1882 годов, когда он и ушёл в отставку с поста министра.
Генерал-майор Спиридон Караискакис умер в 1899 году в Афинах. Был женат на правнучке Варвакиса и имел двух дочерей и одного сына.